# فندر استرتوکستر
فندر استرتوکستر (به انگلیسی: Fender Stratocaster) مشهور به «استرت» نام یک مدل گیتار الکتریک است که توسط لئو فندر، جرج فالرتون و فردی تاوارس در ۱۹۵۴ طراحی شده‌است و تا به امروز توسط شرکت فندر به تولید انبوه رسیده‌است. این مدل، یک گیتار ساخته شده از دو بخش مجزاست با سردسته‌ای بزرگ و نسبتاً سنگین که برای ایجاد تعادل در هنگام نوازندگی ایستاده بدینگونه طراحی شده‌است. استرتوکستر، یکی از محبوب‌ترین مدل‌های ساخته شده این شرکت است و تا به امروز نوازندگان گیتار بسیاری از این مدل بهره بردند، از این قبیل هنرمندان می‌توان به گری مور، جیمی هندریکس، دیوید گیلمور، استیوی ری وان، باب دیلان، ریچی بلکمور، مارک نافلر، اریک کلاپتون و اینگوی مالمستین و… اشاره کرد.
این مدل گیتار به همراه مدل‌های لس پال گیبسون، اس‌جی گیبسون و فندر تله‌کستر از رایج‌ترین و بادوام‌ترین مدل‌های گیتار الکتریک است. در میان مدل‌های طراحی شده کلاسیک، استرت همیشه گوی برتری را از رقبا ربوده‌است. از این جمله می‌توان به نمایش درآمدن استرتوکستر در اکثر موزه‌های مطرح دنیا اشاره کرد.
در حالت پیش‌فرض این مدل با بدنه‌ای توپر از جنس چوب زبان گنجشک به رنگ قهوه‌ای روشن ۲ رنگ و دسته‌ای ۲۱ فرته از جنس چوب افرا به همراه نقطه‌های مشکی منقوش بر روی فرت‌هایی خاص است. البته رنگ‌های متنوع دیگری نیز برای این مدل از سال ۱۹۶۰ به بعد، در نظر گرفته شده‌است. اغلب این رنگ‌ها که با توجه به سلیقه مشتریان انتخاب می‌شوند از جنس رنگ‌های بکارگرفته شونده در رنگ اتومبیل‌ها هستند که توسط شرکت داپونت تهیه می‌شوند و انتخاب این رنگ‌ها ۵٪ به قیمت محصول می‌افزاید. طراحی صفحه پیک‌گارد استرتو به‌طور منحصربه‌فردی انجام شده‌است بطوریکه صفحه یکدست با ۸ سوراخ پیچ امکان نصب تمام تجهیزات گیتار الکتریک را به بهترین شکل بر روی آن انجام پذیر کرده‌است. در طرح‌های جدیدتر استرتوکستر سعی شده تا سرحد امکان قابلیت استفاده و صدا بهبود یابد اما همچنان همان نسخه طرح اولیه کارخانه گرانبهاترین و ارجح‌ترین آن‌ها به‌شمار می‌آید.
از روی مدل استرتوکستر به‌طور وسیعی کپی برداری شده‌است، اما همچنان عنوان استرتو تنها متعلق به آن دسته گیتارهایی است که توسط شرکت فندر تولید می‌شوند و نشان فندر استراتوکستر را بر روی سردسته خود منقوش دارند.